# Vita (anatomia)
Con vita ci si riferisce alla minima circonferenza dell'addome compresa tra i fianchi ed il torace.

## Struttura
La vita è diversa a seconda delle persone. Per localizzare la vita naturale, è sufficiente stare in piedi e inclinarsi lateralmente mantenendo le gambe e le anche diritte. Dove il busto si piega è la vita naturale.

### Misurazione della vita
La circonferenza della vita viene misurata a un livello intermedio tra la costola fluttuante più bassa e la cresta iliaca. L'importanza della misurazione della circonferenza addominale, in campo medico, riflette la possibilità di definire il grado di adiposità generale di un soggetto ed in particolare l'obesità addominale. L'eccesso di grasso addominale è considerato un fattore di rischio per lo sviluppo di malattie cardiache e altre malattie legate all'obesità. Per esempio, la definizione della sindrome metabolica si basa sulla misurazione della circonferenza della vita. Il National Heart, Lung and Blood Institute statunitense classifica il rischio di malattie legate all'obesità come alto in uomini con una circonferenza della vita superiore a 102 cm e nelle donne con una circonferenza della vita superiore a 88 cm.
In pratica, tuttavia, la vita di solito viene misurata all'altezza della più piccola circonferenza della vita naturale, di solito appena sopra l'ombelico. Nel caso in cui la vita sia convessa anziché concava, come nel caso della gravidanza e dell'obesità, la vita può essere misurata 2,5 centimetri sopra l'ombelico. È importante sottolineare che variabili come la postura influenzano in modo significativo la misurazione della vita, e quindi qualsiasi misurazione effettuata su un gruppo di persone dovrebbe mantenere la postura costante tra i soggetti.

## Società e cultura
Il termine vita è utilizzato prevalentemente in sartoria dove diventa una misura fondamentale per la realizzazione di un capo vestiario; in medicina ci si riferisce a questa misura con il termine "circonferenza addominale". Nell'abbigliamento moderno la regione indicata come la vita è notevolmente al di sotto della vita definita anatomicamente.

### Riduzione della vita
La riduzione della vita è possibile tramite l'utilizzo di corsetti o altri indumenti che consentono di alterare la forma naturale della vita. Le quattro costole fluttuanti possono essere permanentemente compresse o spostate da questo tipo di indumenti.